# Дегтярев, Георгий Ермолаевич
Георгий Ермолаевич Дегтярев (4 октября 1893 — 29 мая 1973) — советский военачальник, генерал-полковник артиллерии (2.11.1944). Участник Первой мировой, Гражданской и Великой Отечественной войн.

## Биография
Родился в 1893 году, в селе Молокановка Оренбургская губернии
Участник Первой Мировой войны.
В РККА с 1920 года, участник Гражданской войны – командир взвода. После войны командир артиллерийской батареи, дивизиона. Член ВКП(б) с 1920 года.
В 1933 году окончил Военную академию им. М. В. Фрунзе. В дальнейшем служит на Дальнем Востоке – командир 40-го артиллерийского полка, начальник артиллерии 92-й стрелковой дивизии.
В 1938 году полковник Дегтярев был арестован, почти два года находился под следствием. В 1939 г. дело в отношении его прекращено за отсутствием состава преступления. В этом же году умирает жена Георгия Ермолаевича, и он остается вдвоем с 16-летним сыном Игорем.
После восстановления в кадрах РККА полковник Дегтярев был назначен руководителем тактики Пензенского артиллерийского училища, а затем заместителем начальника и начальником этого училища.
В годы Великой Отечественной войны — начальник штаба артиллерии Резервного фронта, начальник артиллерии 4-й и 2-й ударной армий. После тяжелого ранения и лечения в Московском госпитале в октябре 1942 года назначен начальником артиллерии Волховского фронта. В 1944—1945 годах — командующий артиллерией Карельского и 1-го Дальневосточного фронтов. Участвует в разгроме Квантунской армии Японии.
С 1950 года — командующий артиллерией Туркестанского военного округа. В 1953 г. назначается на такую же должность в Киевский военный округ. С этой должности в 1958 году уволен в отставку.

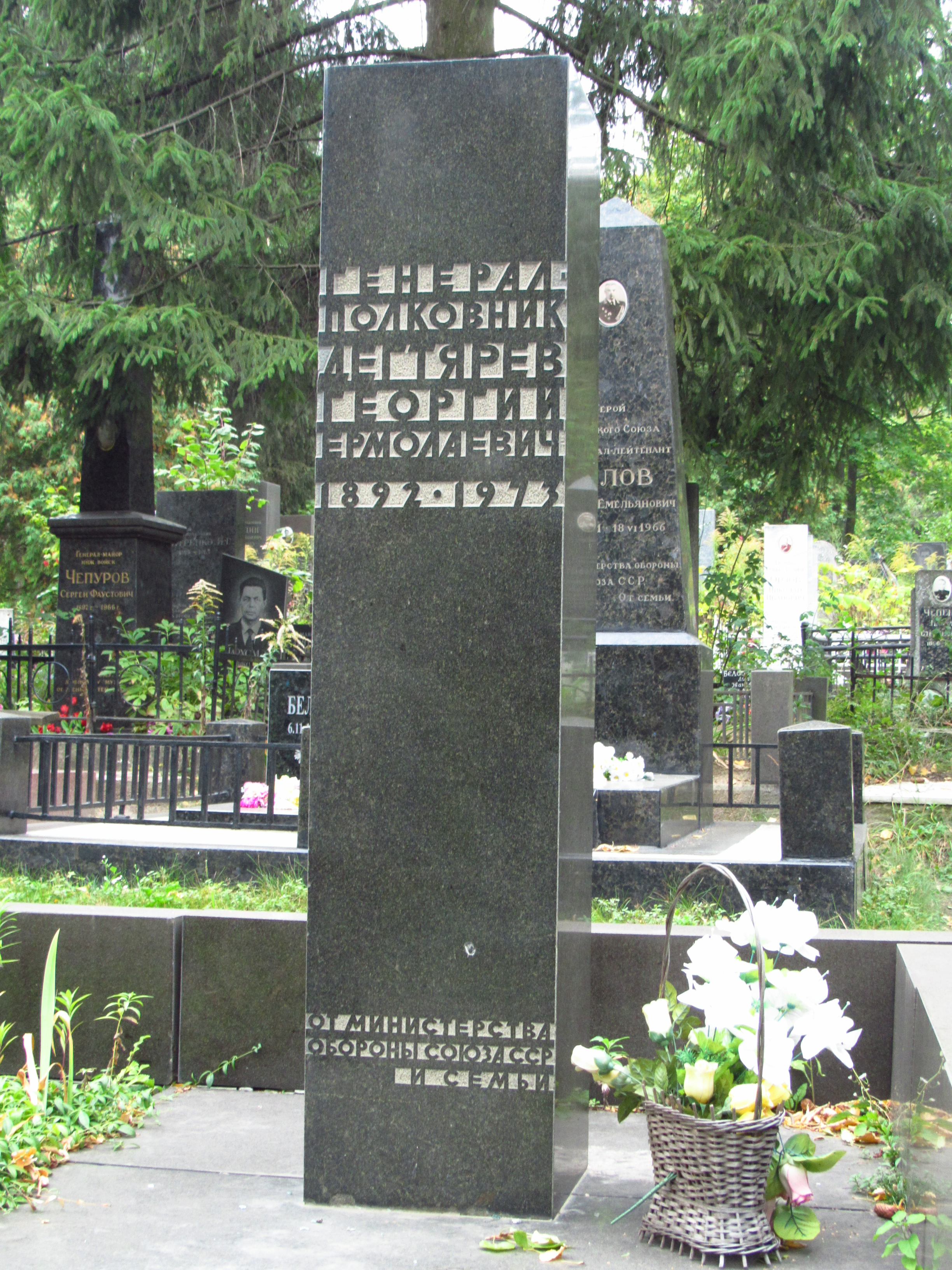
Могила Г.Е. Дегтярева (г. Киев. Байково кладбище.)

Скончался в 1973 году. Похоронен в Киеве на Байковом кладбище.

## Награды
СССР
- орден Ленина (21.02.1945)
- три ордена Красного Знамени (17.12.1941, 03.11.1944, 15.11.1950)
- два ордена Суворова I степени (26.08.1944, 08.09.1945)
- орден Кутузова I степени  (22.02.1944)
- орден Суворова II степени (31.07.1944)
- медали СССР

Приказы (благодарности) Верховного Главнокомандующего в которых отмечен Дегтярев Г.Е.
- За овладение важным хозяйственно-политическим центром страны городом Новгород– крупным узлом коммуникаций и мощным опорным пунктом обороны немцев. 20 января 1944 года № 61
- За форсирование реки Свирь на всем фронте от Онежского озера до Ладожского озера, прорыв сильно  укрепленной обороны противника и взятие более  200 населенных пунктов, среди которых: Подпорожье, Свирьстрой, Вознесенье, Михайловская, Мегрозеро, Печная Сельга, Бережная, Микентьева. 24 июня 1944 года № 114
- За овладение городом Петсамо (Печенга) – важной военно-морской базой и мощным опорным пунктом обороны немцев на Крайнем Севере. 15 октября 1944 года № 197
- За освобождение от немецких захватчиков всего района никелевого производства и овладение важными населенными пунктами Печенгской (Петсамской) области – Никель, Ахмалахти, Сальмиярви. 23 октября 1944 года. № 202.
- За пересечение государственной границы Норвегии и в трудных условиях Заполярья  овладением городом Киркенес – важным портом в Баренцевом море. 25 октября 1944 года № 205
- За полное освобождение Печенгской (Петсамской) области от немецких захватчиков. 1 ноября 1944 года № 208
- За форсирование реки Уссури, прорыв Хутоуский, Мишаньский, Пограничненский и Дуннинский укрепленных районов японцев, преодоление труднодоступной горно-таежной местности, продвижение вперед на 500 километров и овладение городами Мишань, Гирин, Яньцзи, Харбин. 23 августа 1945 года. № 372.

Других стран
- орден Облаков и Знамени (Китай)
- орден Государственного флага I степени (23.12.1948, КНДР)

## Сочинения
- Г. Е. Дегтярёв Таран и щит. — М.: Воениздат, 1966.
- Г. Е. Дегтярёв. Член Военного Совета // Пароль — «Победа!» / составитель Я. Ф. Потехин, лит. запись и обработка М. П. Стрешинского и И. М. Франтишева, под общей редакцией Ф. Самойлова. Редактор М. А. Шаталина, художник В. Н. Шульга, художник-редактор О. И. Маслаков, технический редактор И. Г. Сидорова, корректор А. Г. Ткалич. — Л.: Лениздат, 1969. — С. 476—485. — 648 с. — (Воспоминания об участии авиации в обороне города, Ленинград, оборона 1941—1944 гг. Воспоминания и записки). — 90 000 экз.